# Mariti e mogli
Mariti e mogli (Husbands and Wives) è un film del 1992 diretto da Woody Allen, l'ultimo realizzato prima della fine della relazione con Mia Farrow, in seguito allo scandalo di Soon-Yi Previn, figlia adottiva della Farrow e ora moglie del regista.
Il film venne distribuito nelle sale poco tempo prima della fine della relazione tra Allen e la Farrow, ed è l'ultima delle tredici pellicole girate insieme dai due. Le riprese furono effettuate da Carlo Di Palma con una camera a mano in stile documentaristico con tanto di interviste ai vari personaggi.
Mariti e mogli, distribuito dalla TriStar Pictures, fu il primo film di Allen come regista per uno studio che non fosse la United Artists o l'Orion Pictures (ora entrambi di proprietà della Metro-Goldwyn-Mayer) sin dai tempi di Prendi i soldi e scappa (1969). Il film ricevette critiche positive alla sua uscita, e viene solitamente annoverato tra le migliori opere di Allen.

## Trama
Jack e Sally stanno per divorziare e chiedono aiuto a una coppia di amici, Gabe e Judy. Dopo avere sperimentato avventure extraconiugali, il loro progetto di divorzio rientra, ma paradossalmente alla fine del film sono Gabe e Judy a decidere di separarsi.

## Riconoscimenti
- 1993 - Premio Oscar
  - Candidatura alla Migliore sceneggiatura originale a Woody Allen
  - Candidatura alla Miglior attrice non protagonista a Judy Davis
- 1993 - Golden Globe
  - Candidatura alla Miglior attrice non protagonista a Judy Davis
- 1993 - Premio BAFTA
  - Migliore sceneggiatura originale a Woody Allen
  - Candidatura alla Miglior attrice non protagonista a Judy Davis
- 1991 - National Board of Review
  - Miglior attrice non protagonista a Judy Davis
- 1993 - Kansas City Film Critics Circle Awards
  - Miglior attrice non protagonista a Judy Davis
- 1993 - Guldbagge
  - Miglior film straniero